# Tyłomózgowie

Tyłomózgowie człowieka

Tyłomózgowie (łac. rhombencephalon) – ostatni z trzech (obok przodomózgowia i śródmózgowia) pierwotnych pęcherzyków mózgowych, rozwojowa część mózgowia kręgowców. Z tyłomózgowia powstaje móżdżek i rdzeń przedłużony.
U człowieka tyłomózgowie w okresie piątego tygodnia rozwoju zarodkowego ulega podziałowi na tyłomózgowie wtórne (zamózgowie), z którego powstają móżdżek i most oraz rdzeniomózgowie, z którego powstaje rdzeń przedłużony. 
Stanowi odruchowy ośrodek kaszlu, wydzielania śliny, połykania, automatyczne ośrodki oddychania, hamowania skurczów serca, wydzielania potu, naczyniowo-ruchowy i inne.
Móżdżek wytwarza niewielkie impulsy odpowiedzialne za lekkie fizjologiczne napięcie mięśni szkieletowych (tonus).